# Винярский, Михаил Борисович
Михаил Борисович Виня́рский (21 ноября 1912 — 30 марта 1977) — украинский советский кинорежиссёр, организатор кинопроизводства.

## Биография
Родился 8 (21 ноября) 1912 года в городе Бобринце Херсонской губернии (ныне Кировоградская область, Украина). С 1928 года работал наборщиком в типографиях Борбинца и Одессы. В 1935 году окончил режиссёрский факультет Высшего государственного института кинематографии (мастерская Сергея Эйзенштейна).
В 1935—1936 годах — ассистент режиссёра на киностудии «Мосфильм». Работал режиссёром-практикантом на съёмках фильма Александра Довженко «Аэроград» (1935).
Продолжил учёбу у Довженко в режиссёрской лаборатории на Киевской киностудии. В 1936—1937 годах вместе с Юлией Солнцевой работал над сценарием фильма «Висунская республика», который так и не был запущен в производство. В 1937—1938 годах вместе с Солнцевой готовил экранизацию романа Николая Островского «Как закалялась сталь» по сценарию Исаака Бабеля. Однако и этот проект не был реализован.
В 1939 году снял короткометражный научно-популярный фильм «Херсонес Таврический», ставший его первой самостоятельной работой в кино.
В октябре 1936 года и сентябре 1939 года призывался на службу в РККА.
В 1940—1941 годах — начальник производства Киевской киностудии художественных фильмов. В 1941—1942 годах — начальник производства Ашхабадской киностудии.
Участник Великой Отечественной войны. Служил в должности начальника маскировочной службы 34-го района авиационного базирования. В 1944 году вступил в ВКП(б). В сентябре 1945 года демобилизован в звании старшего лейтенанта. 13 ноября 1945 года его наставник Александр Довженко записал в дневник:

Сегодня вернулся из Германии навсегда Миша Винярский. Какова будет его творческая судьба. Сильно поломала его война. Помню, четыре года назад он был уже на подходе к режиссуре. Он был уже почти готов. Сейчас он огрубел и кино словно где-то далеко от него. Он видел много запрещенных для него вещей, а может, и делал запретное. Во всяком случае, даже созерцание зла что-то отняло у Мишки.
С 1945 года работал на Киевской студии художественных фильмов. В 1946 году совместно с Виктором Шкловским написал сценарий «Потолок мира», который не был реализован.
В 1953—1954 годах — режиссёр киностудии Киевнаучфильм. С 1954 года — режиссёр Одесской киностудии. С 1962 года — режиссёр Киевской студии научно-популярных фильмов.
В 1968 году вместе с Григорием Липшицем дал киноведу Ефиму Левину большое интервью о занятиях в мастерской Сергея Эйзенштейна, которое впервые было опубликовано в 2006 году в журнале «Киноведческие записки».
Умер 30 марта 1977 года. Похоронен на Берковецком кладбище Киева.

## Фильмография

### Режиссёр-практикант
- 1935 — Аэроград

### Режиссёр
- 1939 — Херсонес Таврический
- 1955 — Тень у пирса
- 1957 — Координаты неизвестны
- 1959 — Мечты сбываются
- 1964 — Приговор выносит история
- 1965 — Путь к одному голу
- 1966 — Путь к антивеществу
- 1967 — Письмо другу
- 1968 — Техника безопасности на железных дорогах
- 1973 — Цена ошибки — жизнь!
- 1974 — Воде быть чистой

## Награды
- Орден Красной Звезды
- Медаль «За оборону Кавказа»
- Медаль «За победу над Германией в Великой Отечественной войне 1941—1945 гг.»

## Призы
- 1966 — Серебряная медаль I Всесоюзного кинофестиваля спортивных фильмов в Москве за фильм «Путь к одному голу»
- 1967 — Ломоносовская премия за фильм «Путь к антивеществу»
- 1967 — диплом I кинофестиваля республик Закавказья и Украины в Тбилиси в категории полнометражных научно-популярных фильмов за фильм «Путь к антивеществу»